# 國家寶物 (越南)

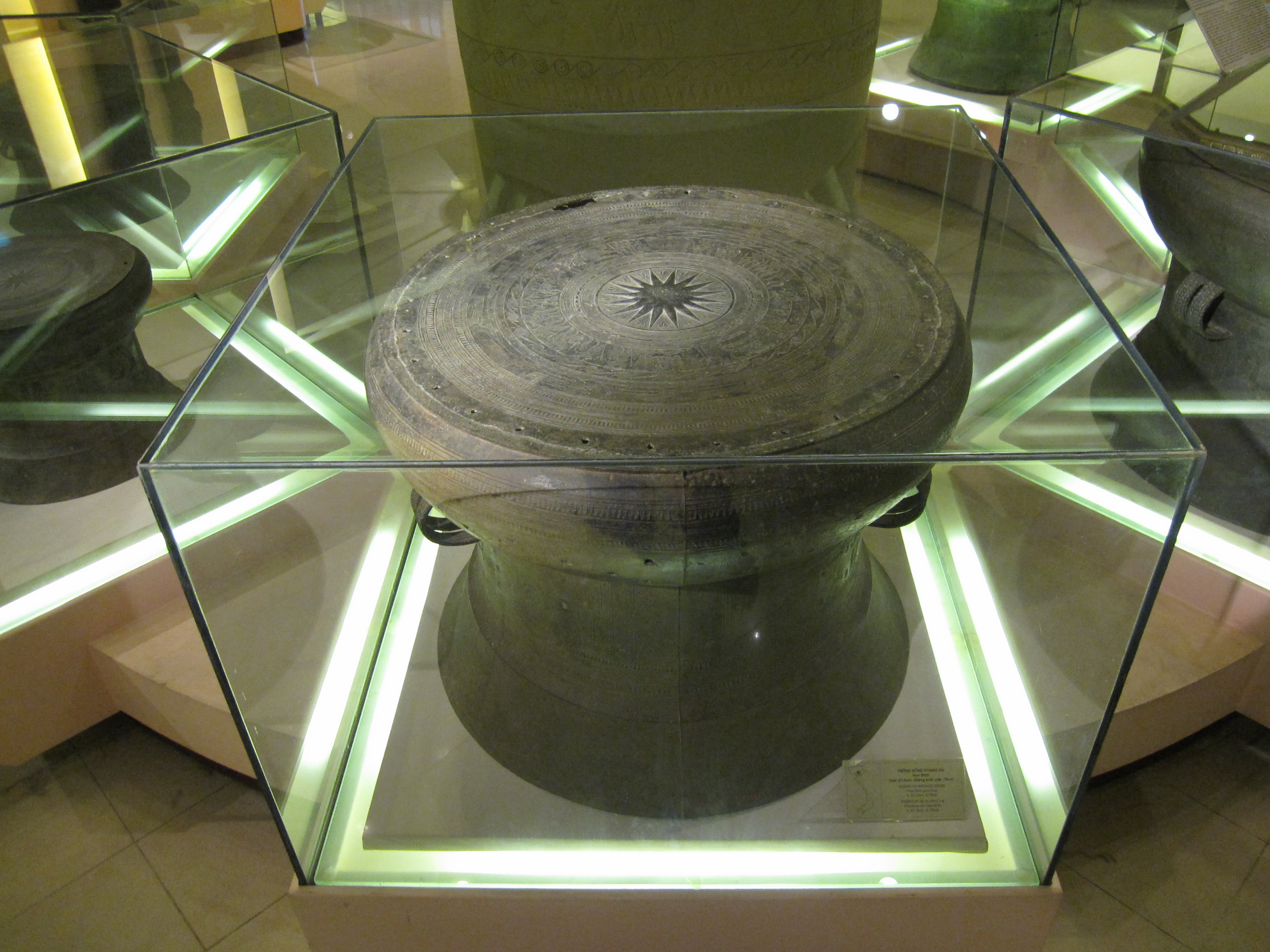
東山文化黃下東山銅鼓（第1批2號國家寶物）

國家寶物（越南语：／）是越南物質文化遗产或過去流傳下來具有歷史、文化或科學價值的物品，對國家意義特殊。國家寶物根據政府特別計畫保存。政府還撥出足夠比例國家預算收購、投資保護及發揚國家寶物價值。國家寶物稱號由總理獲國家文化遺產會同評估意見後決定承認。

## 歷史

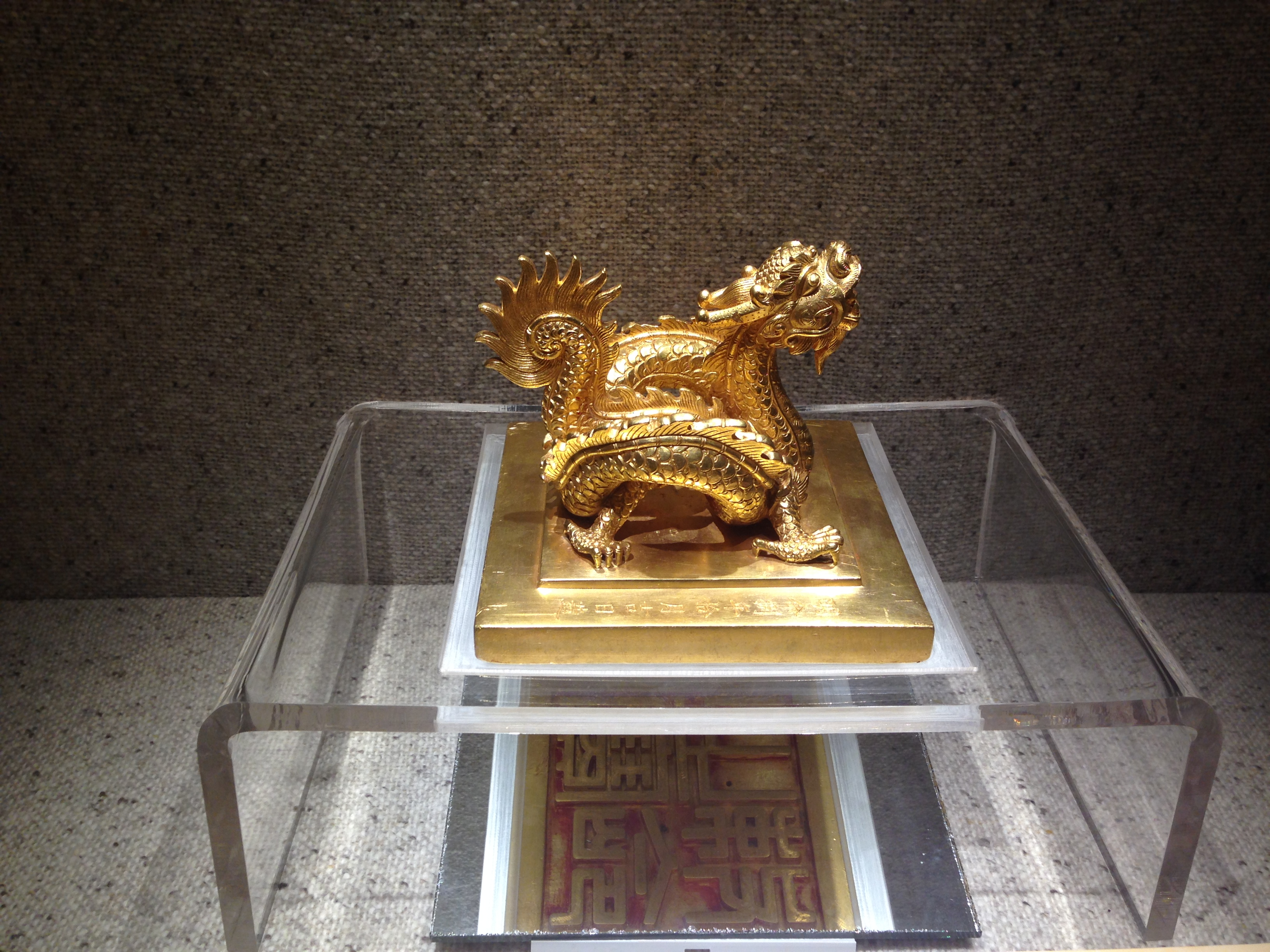
阮朝敕命之寶金璽（第4批23號國家寶物）

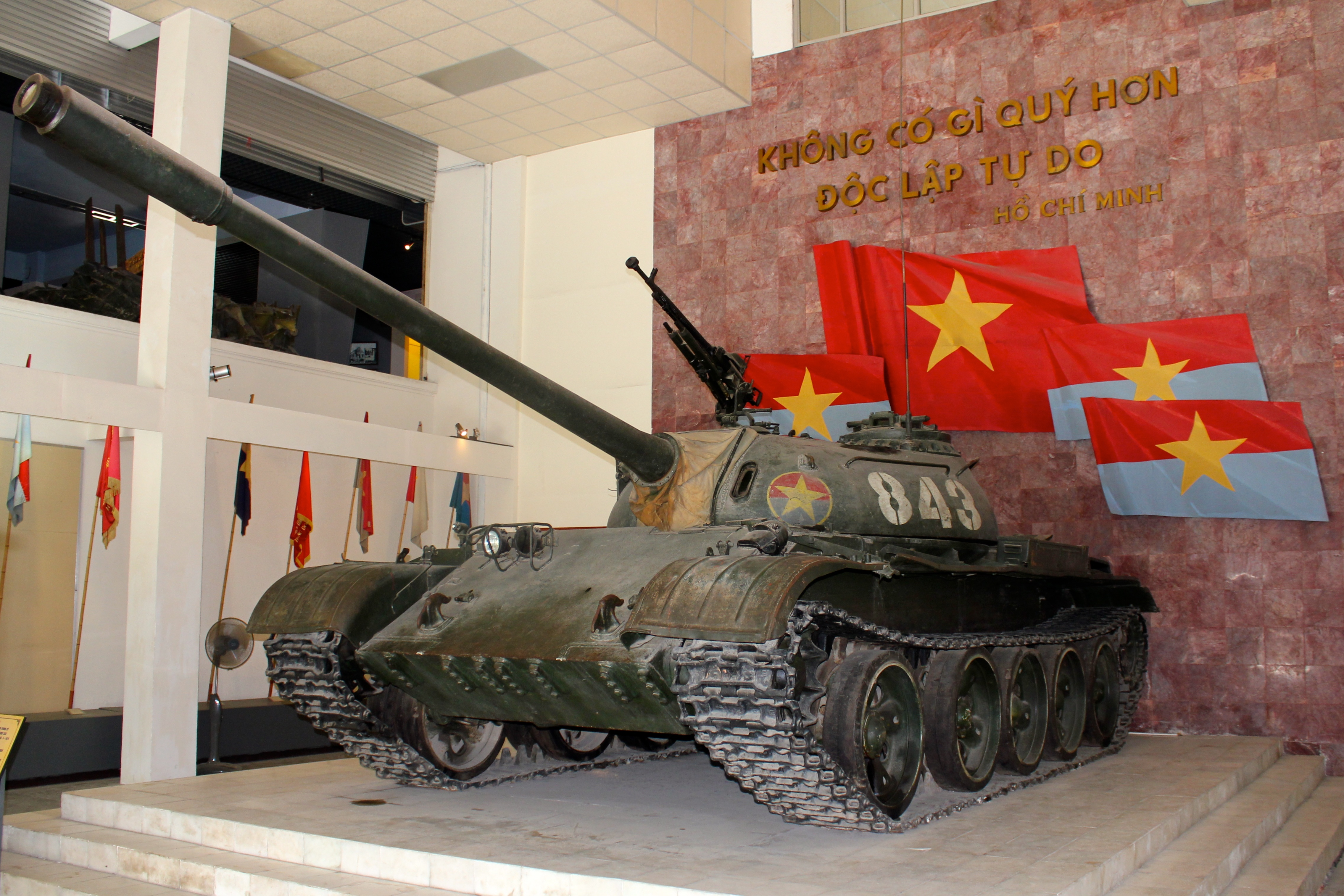
1975年4月30日衝入獨立營結束越南战争的843號T-54B坦克（第1批28號國家寶物）

「國家寶物」始見於2001年6月29日國會所通過首部《文化遺產法》多個條款，但其確定並無明確定義及標準。2009年，《文化遺產法》修正案針對「國家寶物」提出單獨條款。根據該法，國家寶物須滿足以下所有要求：

- 為獨一無二之原物；
- 為具特殊形式之物；
- 為具與民族重大事件、民族英雄、典型人物事業相關特殊價值之物；或具典型思想、人文、審美價值，具某種潮流、風格、時代特徵之著名藝術品；或一定歷史時期具促進社會發展作用、具高實用價值的典型發明；或證明地球及自然歷史不同形成及發展時期之自然標本。

——國會，文化遺產法若干條款修改補充法（2009年），第41條a款
文化體操遊歷部部長規定國家寶物認定的順序及程序，然後總理在國家文化遺產會同協商後決定認定國家寶物稱號。首批國家寶物於2012年10月正式認定。截至2023年，副總理代表總理簽署法令，認定了11批國家寶物，共265件。批次只取決於國家寶物所有者提交提名的時間順序，與國家寶物本身的類別及價值無關。國家寶物的數量及指定日期如下：
- 第1批（2012年10月1日）30件[7]
- 第2批（2013年12月30日）37件[8]
- 第3批（2015年1月14日）12件[9]
- 第4批（2015年12月23日）25件[10]
- 第5批（2016年12月22日）14件[11]
- 第6批（2017年12月25日）24件[12]
- 第7批（2018年12月24日）22件[13]
- 第8批（2020年1月15日）27件[14]
- 第9批（2020年12月31日）24件[15]
- 第10批（2021年12月25日）23件[16]
- 第11批（2023年1月30日）27件[17]

## 法規

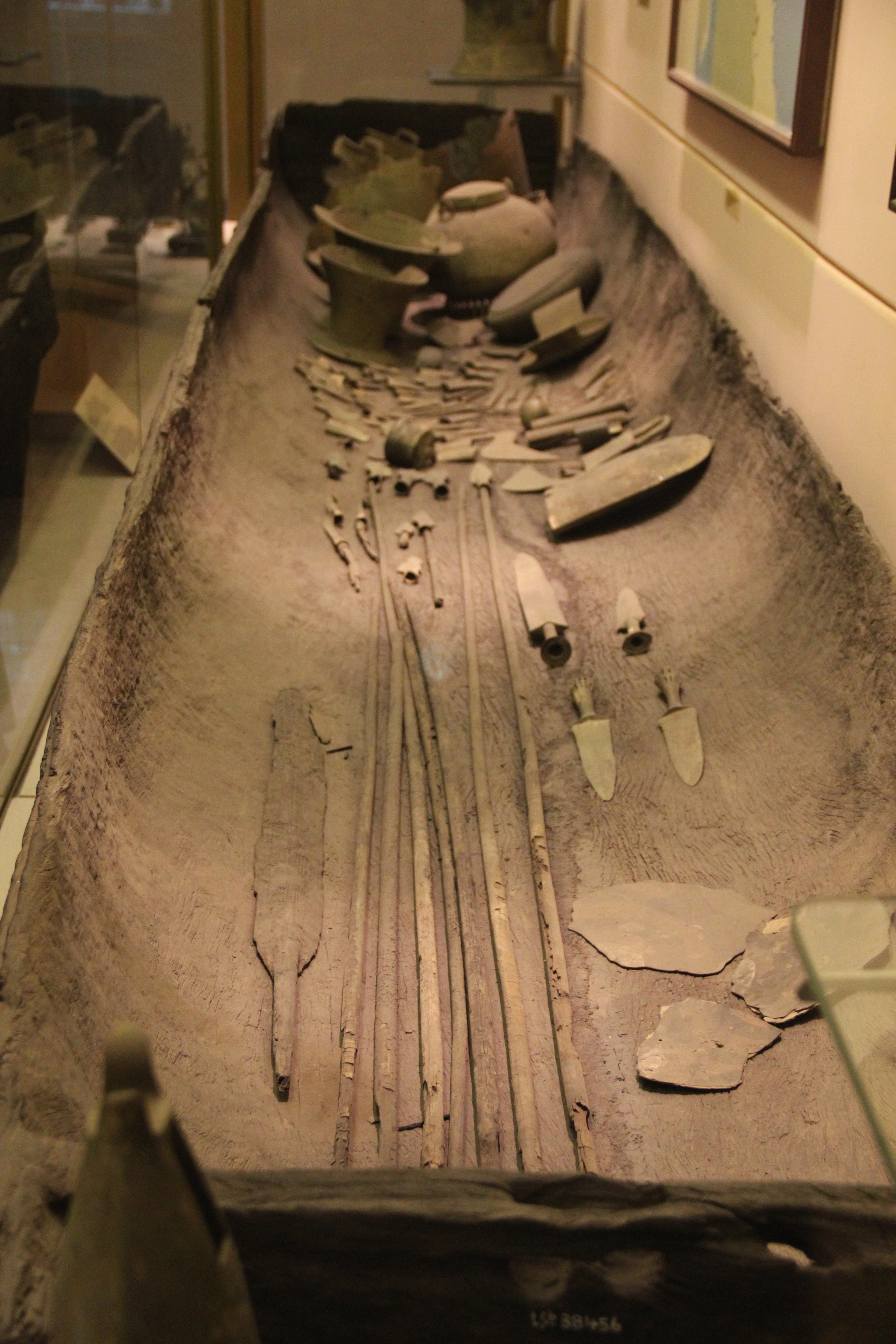
越溪船墓中發現的青銅陪葬品（第2批3號國家寶物）。國家寶物海外展出甚少，此件在德国展出，為首次海外展出

越南國家及國家寶物所有者持有、保護與海外展覽方面義務有嚴格規定。國家寶物應在國家文化主管部門登記。掌握國家寶物登記資訊的政府機關，應按所有者要求保密，提供專業指導，為保護及發揚國家寶物價值創造條件。轉讓國家寶物所有權時，所有者應於轉讓後十五日內告知有關政府主管部門新所有者。
2016年，根據越南總理發佈的23號/2016/QD-TTg決定，正式指定為國家寶物的物品只能在以下情況之一下運往國外：

- 服務黨總書記、國家主席、總理及國會主席之國交活動；
- 在特殊國際合作項目推廣越南歷史、文化、土地及人民；
- 實施國家寶物研究及保存之國際合作計畫。

為展示、展覽、研究、保存而將寶物運往國外，必須遵守《文化遺產法》第44條規定，該條要求具備以下條件：

- 為遺蹟、古物及國家珍貴物品之接收者投保；
- 獲總理准許將國家寶物帶往國外之決定；或文化部長准許將遺蹟及古物帶往國外之決定。